# Lisa Miskovsky
Lisa Miskovsky (n. 9 martie 1975, Vännfors⁠(d), Comitatul Västerbotten, Suedia) este o cântăreață de origine suedeză. Lisa Miskovsky și-a inceput cariera muzicală o dată cu lansarea albumui intitulat Driving One of Your Cars care a fost primul single și cep pentru care i-a fost acordat titlul de „Cea Mai Bună artistă națională” și „Debutul anului” la premiile „Rock Bears”. După succesul albumului de debut și single-ului a urmat al doilea album al Lisei intitulându-se „Fallingwater”. Albumul a urcat rapid în topurile naționale suedeze, mai târziu albumul primind discul de platină. Primul single al albumului intitulat „Lady Stardust” a stat timp de nouă săptămâni pe prima poziție în clasamentul Swedish Music Control, în cel al radioului național suedez P3 și în clasamentul single-urilor suedeze însă pe locul 6. Al doilea single al albumului intitulat Sing To Me s-a pozitionat pe locul 2 în clasamente precum Swedish Music Control sau Tracks (clasament al radioului național din Suedia). Aceasta s-a menținut pe poziție în clasament cu ajutorul albumului Fallingwater. După succesul din 2001 ea a început să producă muzică și pentru alți interpreți. De asemenea, videoclipul pentru piesa „Lady Stardust” a fost regizat de către Adam Berg. În 2012, s-a calificat în finala concursului Melodifestivalen cu melodia „Why Start a Fire”.

## Tinerețea
Lisa Miskovsky s-a născut pe 3 martie 1975 în Holmsund. Tătăl acesteia a fost un cântăreț și muzician de origine cehă. Tatăl său a întâlnit-o pe mama sa într-un concert din Finlanda. Miskovsky a studiat muzica în Vännfors însă târziu. Pasiunea pentru muzică a lui Miskovsky a apărut când tatăl și mama sa i-au cumpărat albume alor interpreți și formații precum Stevie Wonder, Supertramp și ELO, lucru ce a determinat și începerea carierei sale profesionale. Mama este o fană a muzicii, ea și tatăl meu ascultau muzică alor Stevie Wonder, Supertramp și ELO, a precizat Lisa Miskovsky într-un interviu acordat presei. În perioada anilor '70, Miskovsky asculta formații precum Led Zeppelin sau Pink Floyd fluent.
 Miskovsky a terminat școala primară și gimnaziul în zona metropolitană a localității Vännäsby, iar liceul în localitatea Umeå. După terminarea orelor de școală Miskovsky urma cursuri de pian în fiecare zi. După terminarea gimnaziului, Miskovsky a fost nevoită să plece de-acasă în localitatea Piteå deoarece nu exista un liceu mai apropiat de zona unde locuia. După terminarea liceului aceasta a urmat Facultatea de muzică din Madurai. Deși trebuia să fie o profesoară de muzică, a început o carieră în muzică.

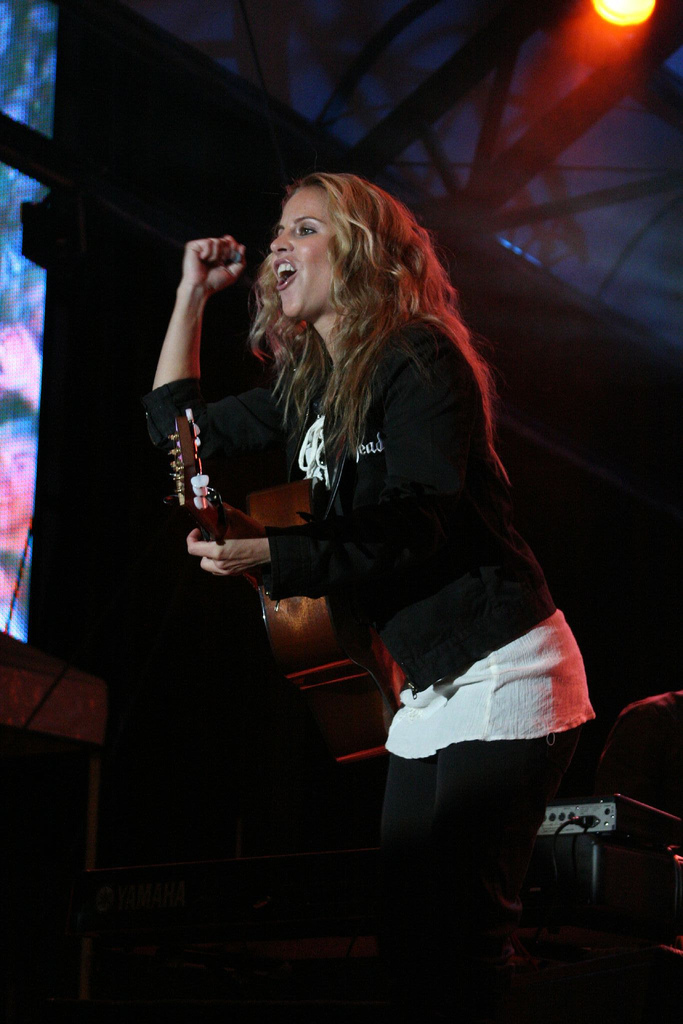
Lisa Miskovsky într-un concert din Stockholm anul 2006.

### Începutul carierei muzicale
Pe lângă muzică Miskovsky a mai practicat și sporturi precum snowboard, surf și tenis. Aceasta a făcut parte din echipa națională a Suediei pentru o perioadă scurtă de timp. În adolescență Miskovsky a vrut sa invețe să cânte la tobe și să intre într-o formație, însă aceasta într-un final a luat lecții de chitară. Împreună cu sora sa Carolina au creat o formație ce aparținea la început genului rock menținându-se pe piață timp de 12 ani, și totodată fiind debutul lui Miskovsky în muzică. Muzica acestora conținea propriile era influențată mult de stilul lui Joni Mitchell.
Miskovsky poate cânta la diverse instrumente, precum sintetizator, bas și baterie. Prima melodie a acesteia a fost de fapt o coloană sonoră pentru un film de lung metraj. Pe lângă abilitatea de a cânta, aceasta poate și compune piese muzicale, aceasta colaborând la piesa „Shape of My Heart” cu Max Martin, ce este membru al formației Backstreet Boys.

## Albumul de debut (2001-2003)
Albumul de debut al lui Miskovsky intitulat „Lisa Miskovsky” a fost lansat pe 25 aprilie 2001. Piesele din acest album sunt bazate foarte mult pe chitară, deoarece este unul dintre instrumentele pe care Miskovsky le stăpânește cel mai bine. Unul dintre primele single-uri intrate pe piață și cântate de Miskovsky a fost „Driving one of Your Cars” lansat pe 2 aprilie 2001. Versurile piesei au fost compuse din fragmente alor altor cântece nefinalizate găsite prin sertarul biroului acesteia. Videoclipul piesei a fost regizat de către Magnus Rosman. Single-ul a primit de asemenea și premiul Swedish Rock Bear awards pentru „Cel Mai Bun Debutant” și „Cea Mai Bună Artistă Națională a Anului”
Un alt single al albumului este și „What If”, Versurile au un mesaj dedicat incidentului avionului ce a lovit World Trade Center în atacurile din 11 septembrie din SUA. Albumul a fost lansat și în Statele Unite ale Americii, Canada, Marea Britanie, și Germania în toamna aceluiaș an.